# Ludwik Fritsche

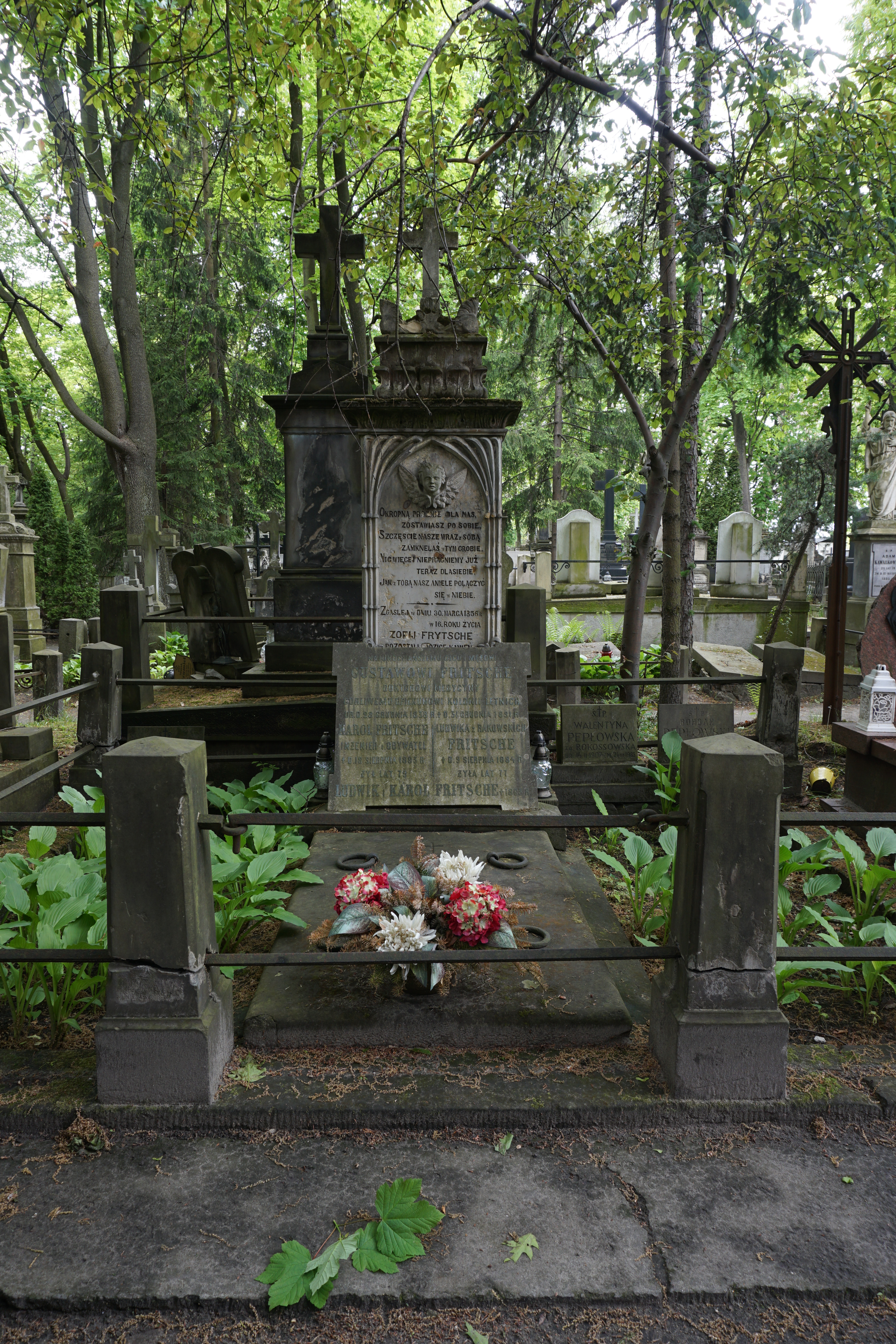
Grób Ludwika Fritschego na cmentarzu Powązkowskim

Ludwik Stefan Fritsche (ur. 17 sierpnia 1872 w Częstochowie, zm. 4 września 1940 w Warszawie) – polski aktor teatralny i filmowy.

## Życiorys
Studiował agronomię, występując w tym czasie w sztukach warszawskiego Towarzystwa Miłośników Sceny. Jego nauczycielem aktorstwa był Roman Żelazowski. W 1902 debiutował w teatrze łódzkim. W sezonie 1903/04 występował w teatrze w Poznaniu, następnie w zespole Henryka Halickiego w Lublinie (1904), Teatrze Ludowym w Krakowie (sezon 1904/05), Teatrze Miejskim we Lwowie (sezon 1905/06), Teatrze Miejskim w Krakowie (sezon 1906/07), Teatrze Małym w Warszawie (sezon 1907/08), w Łodzi (sezony 1908/09 i 1911/12), ponownie w Teatrze Miejskim we Lwowie (1910/11, 1912-1914 i 1918/19), Teatrze im. Słowackiego w Krakowie (sezon 1914/15) oraz Teatrze Bagatela w Krakowie (1919-1922). Od września 1917 do prawdopodobnie 1918 prowadził zespół objazdowy pod nazwą Teatr Nowoczesny. Od 1922 do 1924 grał w Teatrze Rozmaitości w Warszawie, od 1924 do 1934 - w Teatrze Polskim i Teatrze Małym, później do wybuchu II wojny światowej na scenach Towarzystwa Krzewienia Kultury Teatralnej, głównie w Teatrze Narodowym i Nowym. Najczęściej pojawiał się w rolach charakterystycznych amantów.
Był mężem aktorki Zofii Dobrzańskiej. Spoczywa na cmentarzu Powązkowskim w Warszawie (kwatera 11-3-14).

## Ważniejsze role teatralne
- Dziennikarz w Weselu Stanisława Wyspiańskiego
- Stary Aktor w Wyzwoleniu Stanisława Wyspiańskiego
- Rejent w Zemście Aleksandra Fredry
- Dulski w Moralności pani Dulskiej Gabrieli Zapolskiej
- Kręcki w Aszantce Włodzimierza Perzyńskiego
- Kalenicki w Karykaturach Jana Augusta Kisielewskiego
- Edmund w Maskaradzie Jarosława Iwaszkiewicza
- Podkolesin w Ożenku Nikołaja Gogola
- Firs w Wiśniowym sadzie Antona Czechowa
- Delfin w Świętej Joannie George'a Bernarda Shawa
- Kaps w Nadziei Hermana Heijermansa

## Wybrana filmografia
- 1922: Tajemnica przystanku tramwajowego jako książę Barski
- 1926: Trędowata jako książę Podhorecki
- 1928: Pan Tadeusz jako Protazy
- 1929: Mocny człowiek jako lichwiarz
- 1930: Moralność pani Dulskiej jako Felicjan Dulski
- 1933: Dzieje grzechu jako ojciec Ewy
- 1933: 10% dla mnie jako "hrabia" Oleś
- 1935: Dwie Joasie jako książę
- 1937: Ordynat Michorowski jako Antoni
- 1937: Halka jako Maciej, sługa w majątku Janusza
- 1939: U kresu drogi jako Feliks, służący Turwidów